# Sự kiện vật thể Alaska năm 2023
Vào ngày 10 tháng 2 năm 2023, người phát ngôn của Hội đồng An ninh Quốc gia, John Kirby, xác nhận rằng Tổng thống Joe Biden đã ra lệnh cho Không quân Mỹ bắn hạ một vật thể tầm cao đã đi vào không phận Hoa Kỳ trên vùng Biển Beaufort gần Alaska. Vật thể có kích thước bằng một chiếc ô tô nhỏ, đang bay ở độ cao xấp xỉ 40,000 foot (12,192 m) và gây ra "mối đe dọa hợp lý đối với sự an toàn của hàng không dân sự".
Vật thể này được mô tả là có hình trụ, màu bạc, và trông như lơ lửng. Khi được hỏi liệu vật thể đó có giống với quả khí cầu gây ra sự kiện khí cầu Trung Quốc năm 2023 vào tuần trước đó hay không, Kirby nói "Tôi chỉ có nói là nó không 'bay' với bất kỳ lực đẩy nào, nên nếu cái đấy 'giống như khí cầu', thì..." Reuters gọi vật thể này là một "UFO". 
Vật thể này đã bị bắn hạ bởi một chiếc F-22 Raptor bằng một tên lửa AIM-9X Sidewinder; đây là lần oanh tác không-đối-không thứ hai của máy bay chiến đấu loại này. Vật thể này bị bắn hạ trên vùng biển đóng băng ngoài khơi Deadhorse, Alaska, gần mỏ dầu Vịnh Prudhoe.